# Kalvsjön, Västerbotten
Kalvsjön är en sjö i Umeå kommun i Västerbotten och ingår i Umeälven-Hörnåns kustområde. Den avrinner till sjön Själafjärden.